# Waldbrettspiel

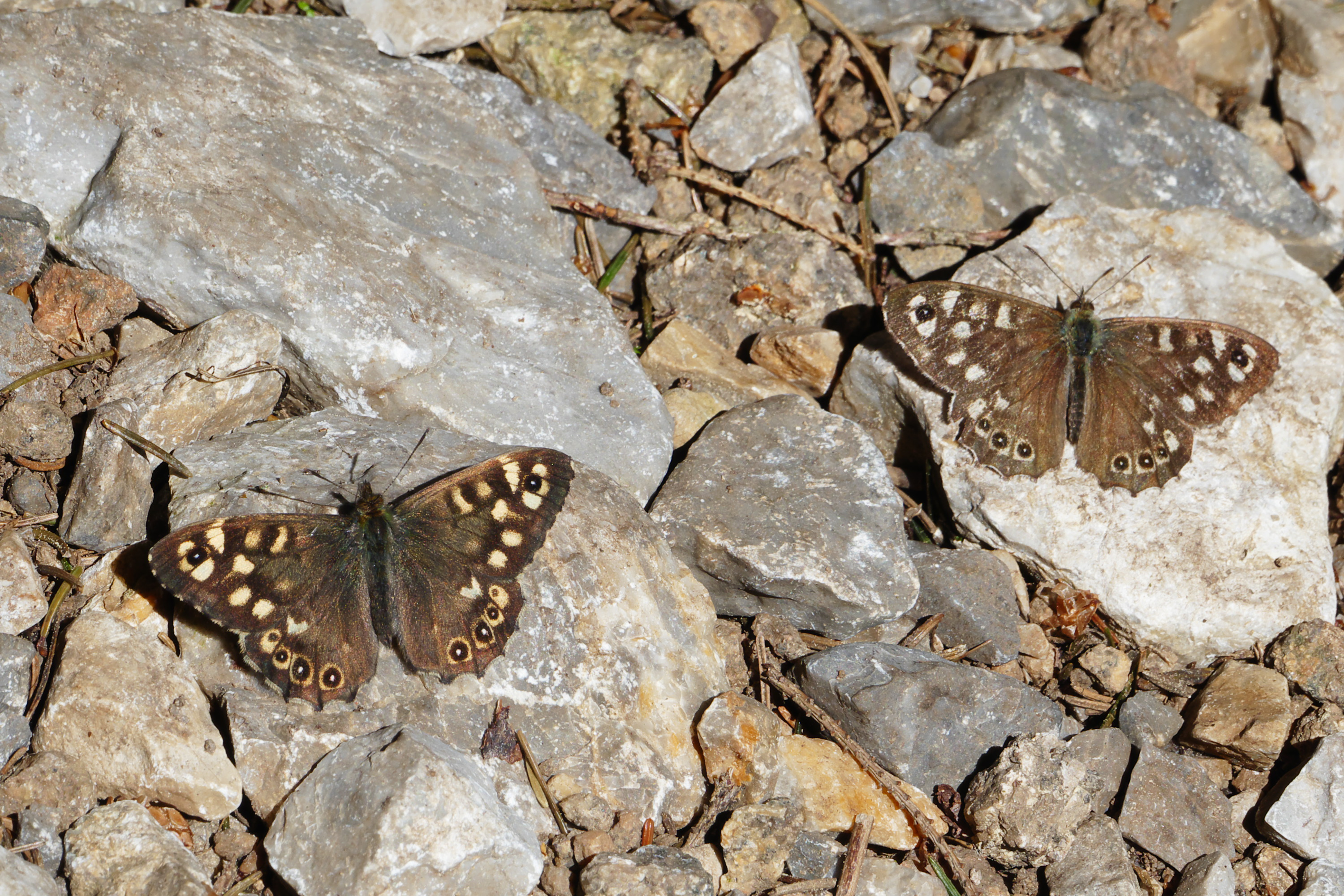
Weibchen (links) und Männchen (rechts)

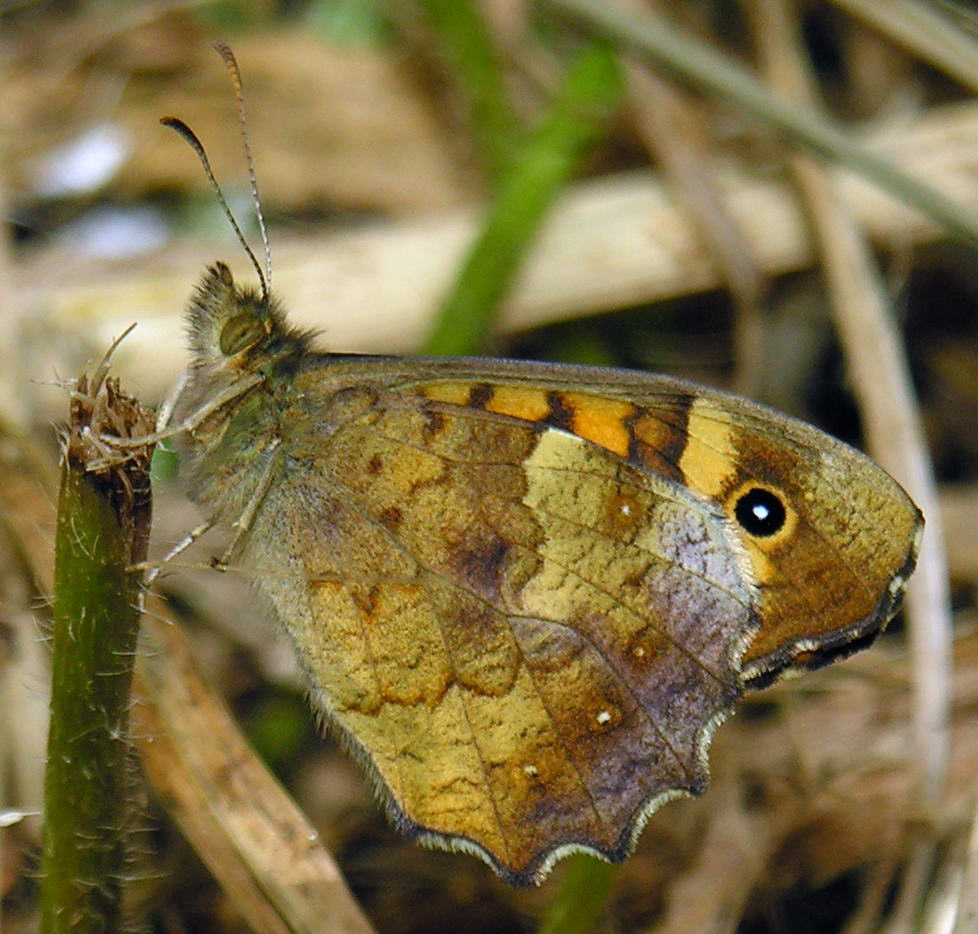
Flügelunterseite

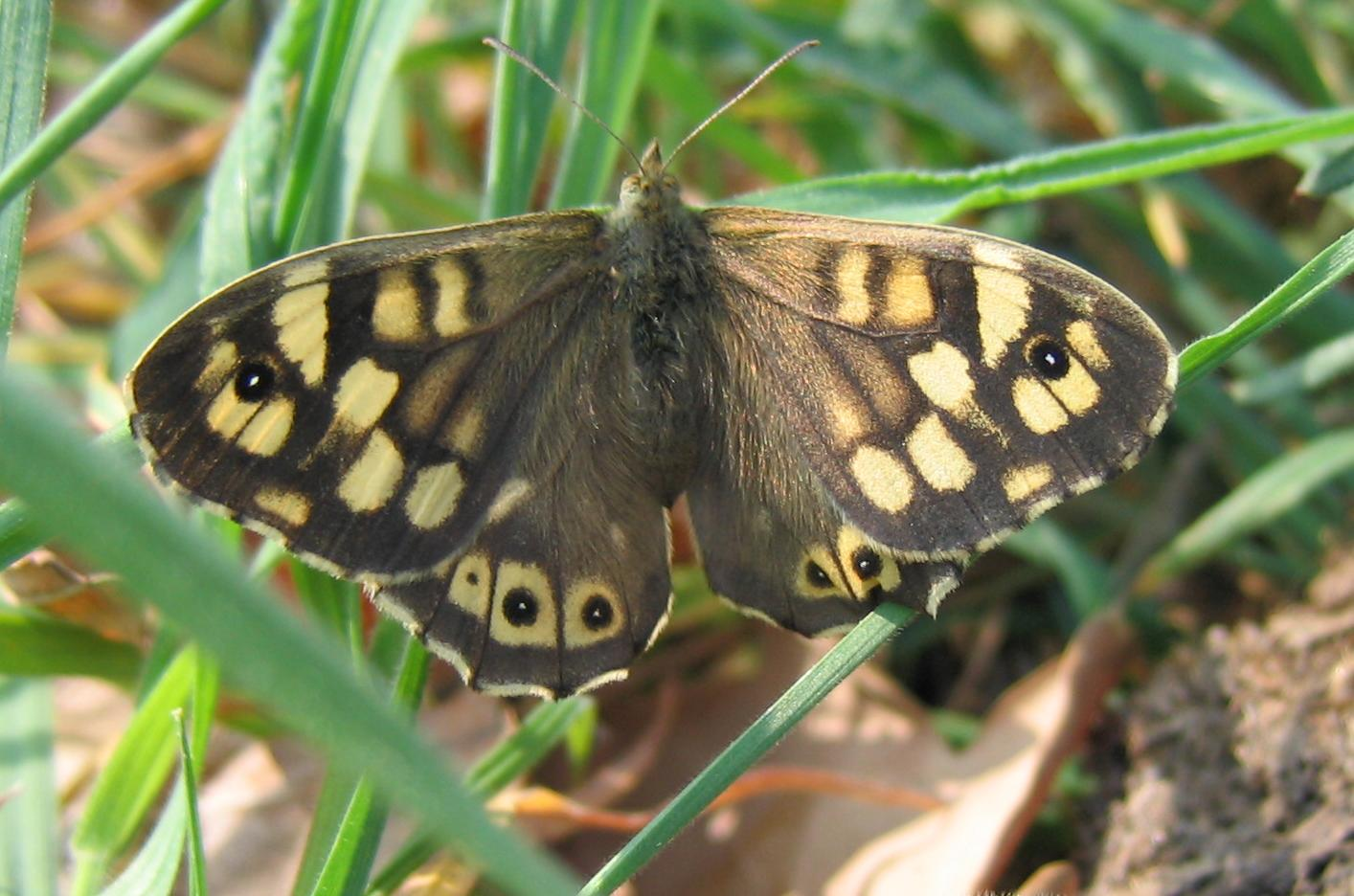
Weibchen

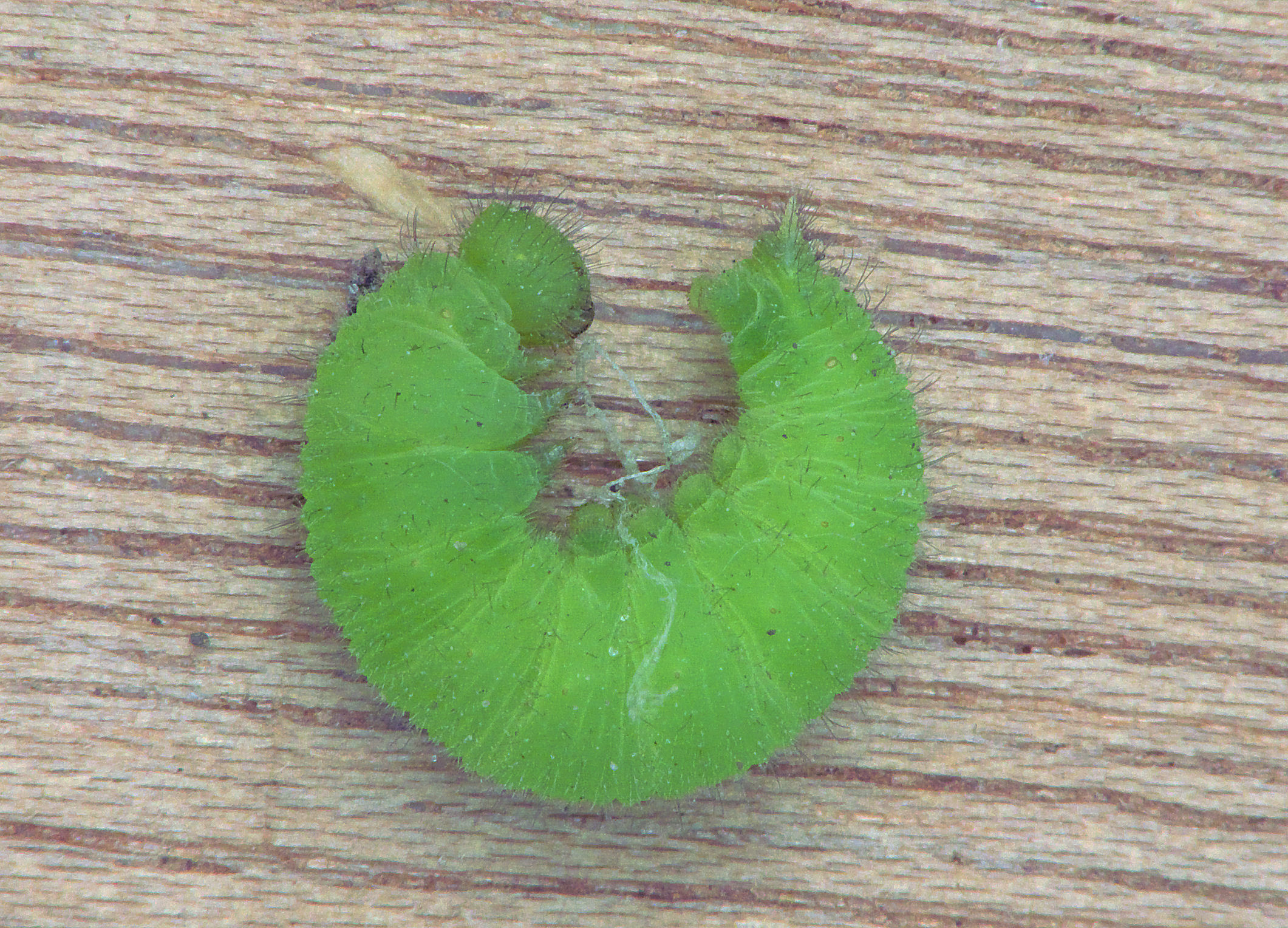
Raupe

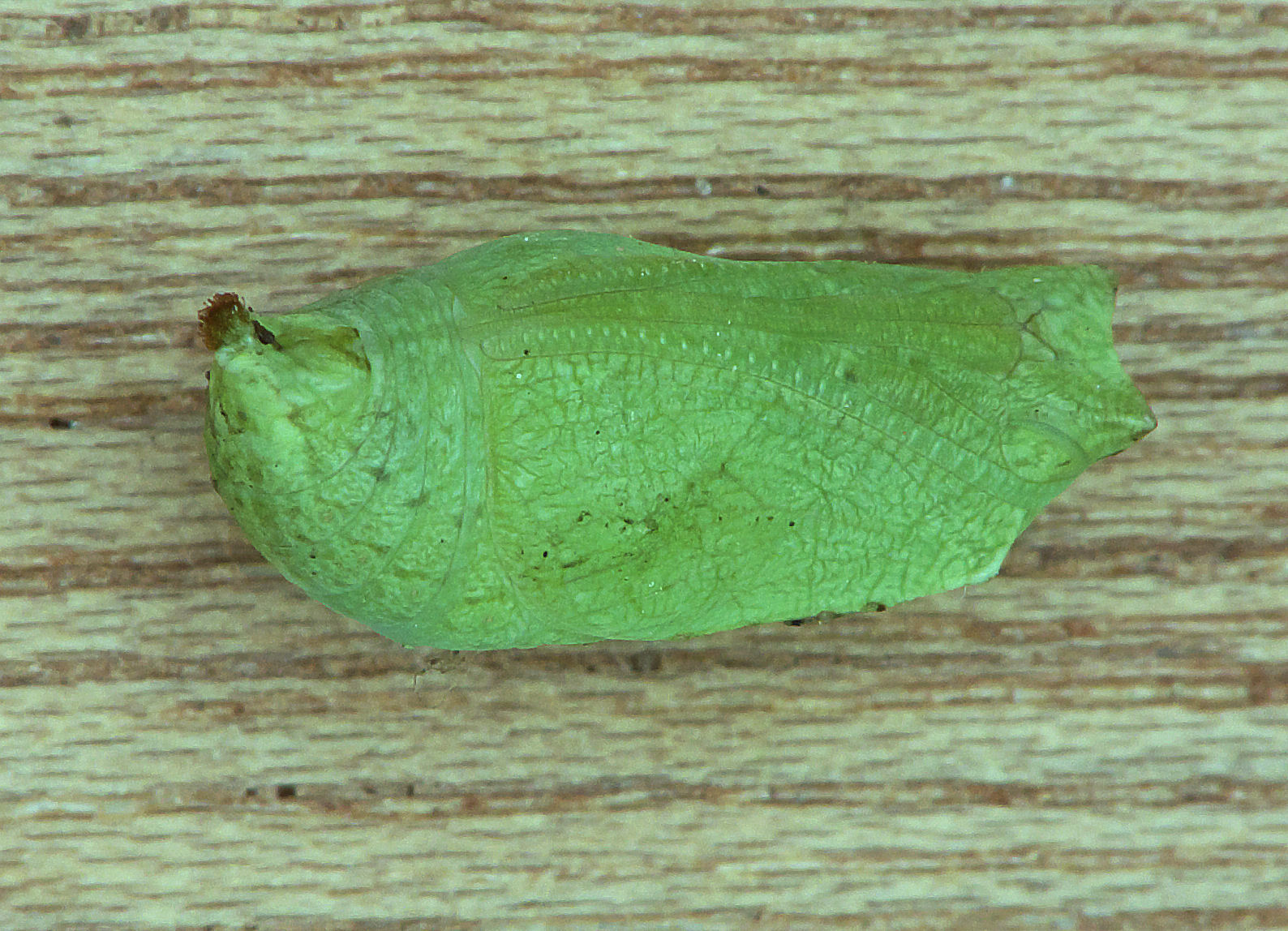
Puppe

Das Waldbrettspiel (Pararge aegeria) ist ein Schmetterling (Tagfalter) der Unterfamilie der Augenfalter (Satyrinae) aus der Familie der Edelfalter (Nymphalidae). Das Artepitheton leitet sich vom Namen der römischen Quellnymphe Egeria ab.

## Merkmale
Die Falter erreichen eine Flügelspannweite von 32 bis 45 Millimetern, die Weibchen sind häufig etwas größer als die Männchen. Sie besitzen braune bis dunkelbraune Flügel mit kleinen hell gelblich gerandeten, schwarzen und weiß gekernten Augenflecken. Die Flecken zeichnen sich bei den Weibchen deutlicher ab als bei den Männchen. Am Vorderflügel befindet sich nahe der Spitze ein solcher Fleck, der von mehreren, bindenartig angeordneten weißen Flecken flankiert wird. Auf den Hinterflügeln sitzen drei bis vier Augenflecken nebeneinander. Der Außenrand aller Flügel ist dünn, unterbrochen weiß gefärbt. Die Unterseite der Vorderflügel ist braun mit zahlreichen weißen Flecken und dem gleichen Augenfleck wie auf der Oberseite. Auf der Unterseite der Hinterflügel sind anstelle der Augenflecken dunkelbraune, stark verwaschene und hell gekernte Flecken erkennbar. Die Grundfärbung der Hinterflügelunterseiten ist ockerfarben und leicht braun marmoriert, am Außenrand ist ein violetter Schimmer gezeichnet. Auf den Hinterflügeln befinden sich auch zwei dünne, dunkelbraune, gewellte Binden. 
Die Raupen werden etwa 27 Millimeter groß. Ihr Körper ist gelblichgrün und hat einen weißgerandeten, dunkelgrünen Rückenstreifen. An den Seiten haben sie helle und dunkle Linien. Die Schwanzgabel ist weißlich, der Kopf bläulichgrün. 

### Ähnliche Arten
- Braunauge (Lasiommata maera)
- Mauerfuchs (Lasiommata megera)
- Madeira-Waldbrettspiel (Pararge xiphia)
- Kanaren-Waldbrettspiel (Pararge xiphioides)

### Unterarten
- Pararge aegeria tircis, Verbreitung: Von England bis Russland, in Frankreich, der Schweiz und in Italien auch die Übergangsform Pararge aegeria trans ad tircis.
- Pararge aegeria aegeria, Verbreitung: Im Südeuropa von Spanien bis Griechenland und im europäischen Teil der Türkei anzutreffen.

## Vorkommen
Die Falter kommen in ganz Mitteleuropa und Nordafrika bis zu einer Höhe von 1.200 Metern vor, wobei in Mitteleuropa die Unterart P. aegeria tircis vorkommt, während P. aegeria aegeria die südliche Variante darstellt. Sie leben in Auwäldern, Laubmischwäldern und Trockenwäldern, seltener in Nadelwäldern. Dabei werden lichte, warme laubholzreiche Wälder bevorzugt.

## Lebensweise
Die männlichen Falter zeigen ein auffälliges Revierverhalten. Sie sitzen auf erhöhten Positionen, von denen aus sie die Umgebung gut beobachten können, und versuchen vorbeifliegende Rivalen zu vertreiben. Sie kehren immer wieder auf ihren Sitzplatz zurück. Waldbrettspiele fliegen nur selten Blüten an, meistens saugen sie an Baumsäften und reifem Obst, aber auch an Pfützen.

### Flug- und Raupenzeiten
Die Falter fliegen in zwei bis drei Generationen von Mitte April bis Anfang Juni und von Juli bis Mitte September. Die Raupen findet man von Mai bis Oktober. Manche Raupen überwintern und sind dann bis in den März des nächsten Jahres zu finden.

### Nahrung der Raupen
Zu den Futterpflanzen der Raupen gehören verschiedene Gräser wie z. B. Wald-Segge (Carex sylvatica), Riesen-Schwingel (Festuca gigantea), Hain-Rispengras (Poa nemoralis), Wolliges Honiggras (Holcus lanatus), Glatthafer (Arrhenatherum elatius), Fieder-Zwenke (Brachypodium pinnatum), Pfeifengras (Molinia caerulea) und Sand-Reitgras (Calamagrostis epigeios). Nach Ebert ist die Liste der Gräser lang, jedoch konnten bisher keine Schwerpunkte gefunden werden.

## Entwicklung
Die Weibchen legen ihre Eier einzeln an den Halmen der Futterpflanzen ab. Nach ca. 10 Tagen schlüpfen die Raupen. Die jungen Tiere sind tagaktiv, später fressen sie aber in der Nacht. Im Sommer benötigen sie etwa 4 Wochen für ihre Entwicklung. Die Überwinterung erfolgt entweder als Raupe oder als Puppe. Pararge aegeria ist der einzige Tagfalter, der auch mitten im geschlossenen Wald vorkommt, sofern eine kleine, besonnte Stelle vorhanden ist.